# Park extrémních sportů Roza Chutor
Park extrémních sportů Roza Chutor (rusky Роза Хутор X-Park) je lyžařské středisko na Kavkazu nacházející se západně od letoviska Roza Chutor. Leží v Krasnodarském kraji Ruské federace poblíž Krasné Poljany, zhruba čtyřicet kilometrů od černomořského pobřeží v Soči. K otevření střediska došlo v roce 2012.
Na Zimních olympijských hrách 2014 v Soči se stalo dějištěm dvou z patnácti soutěžních sportů – akrobatického lyžování a snowboardingu. Kapacita pro akrobatického lyžování činila 4 000 a pro snowboarding pak 6 250 diváků.